# مجرة الألعاب النارية
مجرة الألعاب النارية (بالإنجليزية: Fireworks Galaxy)‏ وتعرف ايضًا بـ NGC 6946 أو كالدويل 12 ترى بين كوكبة الدجاجة وكوكبة الملتهب. وقد اكتشفت من قبل ويليام هيرشل في 9 سبتمبر 1798. مجرة الألعاب النارية تبعد عنا حوالى 22.5 مليون سنة ضوئية.
المجرة إن جي سي 6946 هي واحدة من أقرب المجرات الحلزونية العملاقة خارج المجموعة المحلية. أنها تحتوي على مستوى عال من تكون النجوم في جميع أنحاء القرص الخاص بها، بالإضافة إلى منطقة انفجار نجمي قوي. استضافت تسعة انفجارات نجمية من نوع مستعر أعظم (سوبرنوفا) مثل SN 1917A، SN 1939C، SN 1948B، SN 1968D، SN 1969P، SN 1980K، SN 2002hh، SN 2004et، وSN 2008S) خلال القرن الماضي، حيث ينفجر نجم عند انتهاء عمره ملقيا غلافه الخارجي إلى الفضاء في انفجار شديد، ويتبقى منه قلب النجم الذي ينهار على نفسه ويصبح شديد الكثافة. بحسب كتلة النجم الأولي قد يصبح قلب النجم المتبقي من الإنفجار قزما أبيضا أو نجما نيوترونيا أو ثقبا أسودا.
NGC 6946 لديها العديد من الاذرع في شكلها الحلزوني لكن أربعة أذرع حلزونية عملاقة هي المهيمنة على الشكل العام للمجرة
NGC 6946 لديها هالة كبيرة بشكل غير عادي من الغاز محايد الذي يمتد من القرص، ويتناوب على سرعة أبطأ من القرص.

## مستعرات عظمى

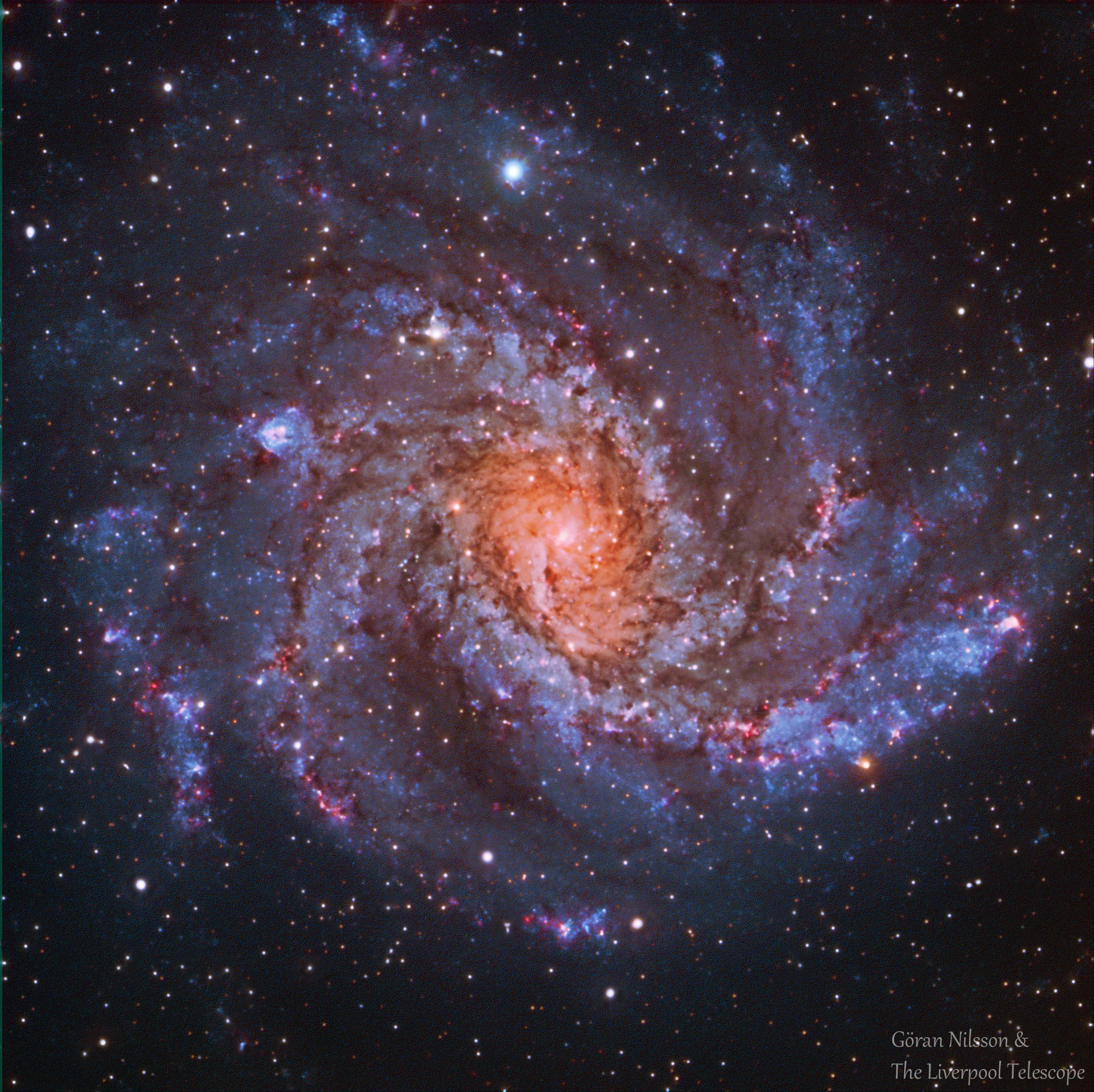
RGB image of the galaxy NGC 6946 from the Liverpool Telescope

شوهدت خلال القرن الماضي 10 مستعرات عظمى في مجرة NGC 6946 ، تلك هي:
مستعر أعظم 1917A، مستعر أعظم 1939C, SN 1948B, SN 1968D, SN 1969P, SN 1980K, SN 2002hh, SN 2004et, SN 2008S, and SN 2017eaw.
ولهذا سميت هذه المجرة مجرة الألعاب النارية ,.
تتسم المجرة NGC 6946 بمعدل عال في حدوث مستعرات عظمى فيها بالمقارنة لمجرتنا، مجرة درب التبانة
، حيث يحدث في مجرتنا مستعر واحد فقط تقريبا في كل مئة عام.
 وهذا شيء غريب حيث أن مجرتنا فيها عدد أكبر من النجوم، يقدر بضعف عدد النجوم في NGC6946.
في 27 سبتمبر 2004 شوهد مستعر أعظم بها من نوع مستعر أعظم نوع 2 وكان شدة لمعانه 2و15 قدر ظاهري ثم زادت شدة لمعان هذا المستعر الأعظم إلى قدر ظاهري 7و12. تـُظهر صور التقطت له خلال عدة أيام قبل الحدث فلم يظهر أي نجم في هذا الموقع مما يشير إلى تحطم النجم في يوم 22 سبتمبر . وقد تبين أن النجم الذي حدث فيه هذا المستعر الأعظم كان له وجود على صور قبل ذلك --- وكانت هذه هي الحالة السابعة التي ينجح فيها العلماء في اكتشاف النجم الذي حدث فيه انفجارا وأصبح مستعرا أعظما. وكان النجم الأصلي ذو كتلة تعادل 15 كتلة شمسية ، وكان مرتبطا مع نجم آخر كبير من نوع نجم أزرق عملاق في نظام نجم ثنائي.
في عام 2009 شوهد نجم لامع في مجرة الألعاب النا رية NGC 6946 واشتدت شدة لمعانه خلال عدة أشهر حتى وصلت شدة لمعانه إلى نحو مليون مرة أشد ضياءا من الشمس. وبدى أنه يختفي، ولكن أرصاد قام بها العلماء بعد ذلك بواسطة مرصد هابل الفضائي بينت عدم وجود النجم، وظهر فقط ضوء من أشعة تحت الحمراء طفيفة في موقع النجم . وربما كان هذا الوهج الأخير عبارة عن أشلاءوبقايا تسقط في ثقب أسود نتج عن موت النجم الذي انفجر. وقد سمي هذا النجم الذي انتج ثقبا أسودا N6946-BH1. ، اعتمدت تلك التسمية في عام 2016.